# Bivacco Giuliani

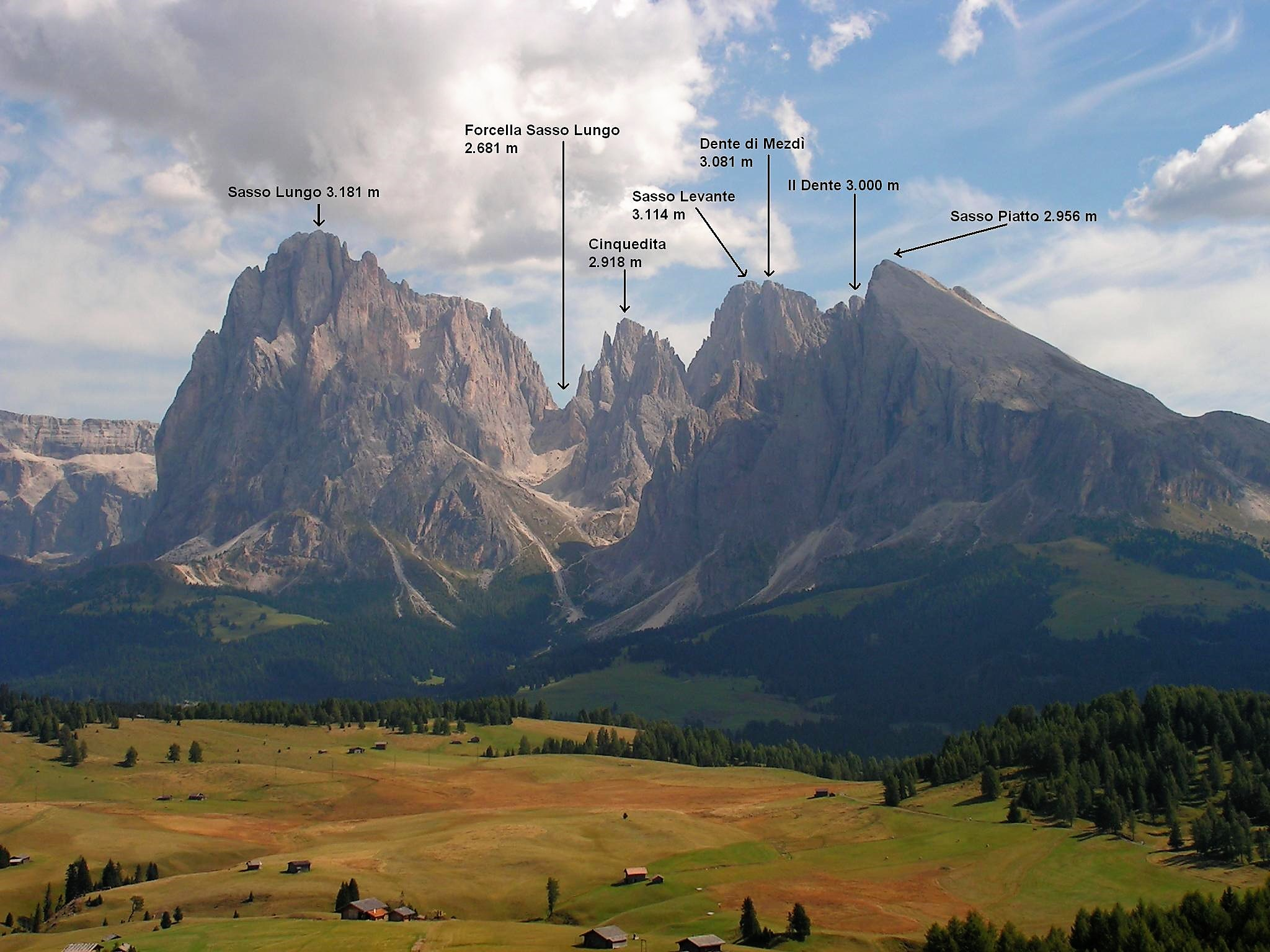
Gruppo del Sassolungo

Il bivacco Reginaldo Giuliani (m. 3100) si trova sotto la Torre Rossa, nel massiccio del Sassolungo.
Fu costruito nel 1935 dalla sezione C.A.I. di Bolzano con la collaborazione delle guide della Val Gardena. Fu il primo bivacco fisso installato nelle Dolomiti ed è dotato di radio di emergenza.

## Vie di accesso
Al bivacco si accede:
- dalla forcella del Sassolungo (m. 2681) per la Cengia dei Fassani - (ore 4,00)
- dal Rifugio Vicenza (m. 2252) per la Via delle rocce - (ore 5,00)

## Ascensioni
- Torre Rossa